# 일본의 부총리
부총리(일본어: 副総理)는 내각총리대신에게 사고가 일어났거나, 또는 없을 때, 잠정적으로의 직무를 대행하는 국무대신의 통칭이다. 정식 관직명이 아니기 때문에, 사령에 기재되지 않는다.

## 개요
일본에는 정식적인 관직으로서의 내각부총리대신(부총리 참고) 제도는 존재하지 않고, 내각총리대신 이외의 국무대신 사이에서 지위나 대우에 우열은 존재하지 않는다.(주임의 대신으로서의 권한의 차이는 당연히 존재한다.) 다만, 시대의 수상에 필적하는 권위를 가진 정치가나, 연립정권에서 수상이 소속한 정당 이외의 정당의 당대표를 입각시킬 때, 특히 그 인물의 품격을 나타낼 목적으로 〈내각총리대신 임시 대리〉에 지정한 후, 〈부총리〉의 직함을 부여할 수가 있다.
내각법 제9조에는 〈내각총리대신에게 사고가 일어났을 때, 또는 내각총리대신이 없을 때, 그 앞서 지정한 국무대신이 임시로 내각총리대신의 직무를 수행한다〉라고 하는 규정이 있고, 2000년 4월 이전의 제도에서는 내각 구성 시에 정식 지정을 받은 대신(내각 명부에는 〈내각법 제9조의 규정에 따라 지정된 자〉의 표현이 사용된다.)를 〈부총리〉라고 부르는 것이 통례로 되어 있다. 또한, 그에 준하는 지명이나 지시를 받은 대신에 대해 〈부총리격〉라고 부르는 경우도 있다.
2000년 4월 이후의 현행 제도에서는, 같은 법에 근거한 임시 대리 취임 순위 제1위를 내각관방장관인 국무대신으로 하는 것이 원칙이며, 실제로도 원칙에 따라 운용이 계속되어 왔으나, 이들을 부총리라고 호칭하지는 않았다. 한편, 내각관방장관 이외의 국무대신을 동순위 제1위로 지정한 경우는 그 대신을 특별히 〈부총리〉라고 호칭하며, 2009년에 발족한 하토야마 유키오 내각에서는, 내각관방장관에 취임한 히라노 히로후미가 동순위 2위로 되는 한편, 국가대신(국가 전략 담당)·내각부 특명담당대신(경제 재정 정책, 과학 기술 정책)에 취임한 간 나오토가 동순위 1위에 지정되어, 〈부총리〉의 직함이 주어졌다. 공적인 사용례로, 수상 관저 홈페이지에서 〈부총리〉라고 하는 표기가 사용된다. 다만, 관보 게재의 사령에서는 이전처럼 이 표기가 사용되지 않는다.

## 현재 헌법 하의 역대 부총리
내각법 제9조의 규정에 의한 정식적 지정을 받은 〈부총리〉에 대해서만 적는다. 〈지정기간〉(指定期間)이란, 사령(관보 게재)에 의해 이른바 부총리로써 있었던 확인 가능한 기간을 가리킨다. 여기에는, 단순히 〈내각총리대신 임시 대리〉의 직위에서 직무를 실시하는 정식 대리 기간 뿐만 아니라, 임시 대리 취임 예정자로써의 대기 기간도 포함된다.
그 밖에, 총리가 사망·집무 불능이 되었기 때문에 임시 대리가 명백히 총리의 대행을 한 것으로 생각할 수 있는 경우에 대해서는 내각총리대신 임시 대리#신 헌법 하의 임시 대리를 참고할 것.
| 부총리                     | 부총리          | 내각                                | 서열 | 재임기간                                     | 경력 | 정당        |
| -------------------------- | --------------- | ----------------------------------- | ---- | -------------------------------------------- | --- | ----------- |
|                            | 시데하라 기주로 | 제1차 요시다 내각                   | -    | 1947년 5월 3일 - 1947년 5월 24일             | 복원청 총재 | 일본 진보당 |
|                            | 아시다 히토시   | 가타야마 내각                       | 필두 | 1947년 6월 1일 - 1948년 3월 10일             | 외무대신 | 민주당      |
|                            | 니시오 스에히로 | 아시다 내각                         | 필두 | 1948년 3월 10일 - 1948년 7월 6일             | 국무대신（무임소） | 일본사회당  |
|                            | 하야시 조지     | 제2차 요시다 내각                   | 필두 | 1948년 10월 19일 - 1949년 2월 16일           | 후생대신 | 자유당      |
| 제3차 요시다 내각          | 하야시 조지     | 1949년 2월 16일 - 1951년 3월 13일   | 필두 | 후생대신 이후, 국무대신 (무임소)             | | 자유당      |
|                            | 오가타 다케토라 | 제4차 요시다 내각                   | 필두 | 1952년 11월 28일 - 1953년 5월 21일           | 국무대신（내각관방장관） 이후, 국무대신（무임소）                                                                                 | 자유당      |
| 제5차 요시다 내각          | 오가타 다케토라 | 1953년 5월 21일 - 1954년 12월 10일  | 필두 | 국무대신 (무임소) 이후, 홋카이도 개발청 장관 | | 자유당      |
|                            | 시게미쓰 마모루 | 제1차 하토야마 내각                 | 필두 | 1954년 12월 10일 - 1955년 3월 19일           | 외무대신 | 자유민주당  |
| 제2차 하토야마 이치로 내각 | 시게미쓰 마모루 | 1955년 3월 19일 - 1955년 11월 22일  | 필두 | 외무대신                                     | | 자유민주당  |
| 제3차 하토야마 이치로 내각 | 시게미쓰 마모루 | 1955년 11월 22일 - 1956년 12월 23일 | 필두 | 외무대신                                     | | 자유민주당  |
|                            | 이시이 미쓰지로 | 제1차 기시 내각                     | 필두 | 1957년 5월 20일 - 1958년 6월 12일            | 국무대신 (무임소) 이후, 행정관리청 장관 겸 홋카이도 개발청 장관                                                                   | 자유민주당  |
|                            | 마스타니 슈지   | 제2차 기시 내각                     | 필두 | 1959년 6월 18일 - 1960년 7월 19일            | 행정관리청 장관 | 자유민주당  |
|                            | 미키 다케오     | 제1차 다나카 가쿠에이 내각          | 필두 | 1972년 8월 29일 - 1972년 12월 22일           | 국무대신 (무임소) | 자유민주당  |
| 제2차 다나카 가쿠에이 내각 | 미키 다케오     | 1972년 12월 22일 - 1974년 7월 12일  | 필두 | 환경청 장관                                  | | 자유민주당  |
|                            | 후쿠다 다케오   | 미키 내각                           | 필두 | 1974년 12월 9일 - 1976년 11월 6일            | 경제기획청 장관 | 자유민주당  |
|                            | 이토 마사요시   | 제2차 오히라 내각                   | -    | 1980년 6월 11일 - 1980년 7월 17일            | 내각관방장관 | 자유민주당  |
|                            | 가네마루 신     | 제3차 나카소네 내각                 | 필두 | 1986년 7월 22일 - 1987년 11월 6일            | 국무대신（민간활력도입담당） | 자유민주당  |
|                            | 미야자와 기이치 | 다케시타 내각                       | 필두 | 1987년 11월 6일 - 1988년 12월 9일            | 대장대신 | 자유민주당  |
|                            | 와타나베 미치오 | 미야자와 내각                       | 필두 | 1991년 11월 5일 - 1993년 4월 7일             | 외무대신 | 자유민주당  |
|                            | 고토다 마사하루 | 미야자와 내각                       | 필두 | 1993년 4월 8일 - 1993년 8월 9일              | 법무대신 | 자유민주당  |
|                            | 하타 쓰토무     | 호소카와 내각                       | 필두 | 1993년 8월 9일 - 1994년 4월 28일             | 외무대신 | 신생당      |
|                            | 고노 요헤이     | 무라야마 내각                       | 필두 | 1994년 6월 30일 - 1995년 10월 2일            | 외무대신 | 자유민주당  |
|                            | 하시모토 류타로 | 무라야마 내각                       | -    | 1995년 10월 2일 - 1996년 1월 11일            | 통상산업대신 | 자유민주당  |
|                            | 구보 와타루     | 제1차 하시모토 내각                 | 필두 | 1996년 1월 11일 - 1996년 11월 7일            | 대장대신 | 사회민주당  |
|                            | 간 나오토       | 하토야마 유키오 내각                | 필두 | 2009년 9월 16일 - 2010년 6월 8일             | 국가전략담당 겸 내각부 특명담당대신（경제재정정책담당、과학기술정책담당） 이후, 재정대신 겸 내각특명 담당대신（경제재정정책담당） | 민주당      |
|                            | 오카다 가쓰야   | 노다 요시히코 내각                  | 필두 | 2012년 1월 13일 - 2012년 12월 26일           | 사회보장.세금 일체개혁담당, 공무원제도개혁담당, 행정개혁담당, 내각부 특명담당대신（행정쇄신담당）                                 | 민주당      |
|                            | 아소 다로       | 제2차 아베 신조 내각                | 필두 | 2012년 12월 26일 - 2014년 12월 24일          | 재무대신, 내각부 특명담당대신 (금융 담당)                                                                                         | 자유민주당  |
| 제3차 아베 신조 내각       | 아소 다로       | 2014년 12월 24일 - 2017년 11월 1일  | 필두 |                                              | 재무대신, 내각부 특명담당대신 (금융 담당)                                                                                         | 자유민주당  |
| 제4차 아베 신조 내각       | 아소 다로       | 2017년 11월 1일 - 2020년 9월 16일   | 필두 |                                              | 재무대신, 내각부 특명담당대신 (금융 담당)                                                                                         | 자유민주당  |
| 스가 내각                  | 아소 다로       | 2020년 9월 16일 - 2021년 10월 4일   | 필두 |                                              | 재무대신, 내각부 특명담당대신 (금융 담당)                                                                                         | 자유민주당  |

## 같이 보기
- 일본의 내각총리대신
- 내각총리대신 임시 대리
- 일본의 국무대신
- 행정대신